# 布格基兴
布格基兴是奥地利上奥地利州因河畔布劳瑙县的一个市镇。总面积46平方公里，总人口2579人，人口密度56.1人/平方公里（2005年）。